# Bettlachstock
Bettlachstock är en kulle i Schweiz. Den ligger i distriktet Lebern och kantonen Solothurn, i den centrala delen av landet, 30 km norr om huvudstaden Bern. Toppen på Bettlachstock är 1 298 meter över havet.